# La Musique selon Antonio Carlos Jobim
Pour plus de détails, voir Fiche technique et Distribution.
La Musique selon Antonio Carlos Jobim (A Música Segundo Tom Jobim) est un film brésilien de Nelson Pereira dos Santos et Dora Jobim, sorti en 2012.

## Synopsis
Ce documentaire est consacré au célèbre musicien brésilien Antônio Carlos Jobim, cofondateur du style « bossa nova ».

## Fiche technique
- Titre original : A Música Segundo Tom Jobim
- Titre français : La Musique selon Antonio Carlos Jobim
- Réalisation : Nelson Pereira dos Santos et Dora Jobim
- Scénario : Nelson Pereira dos Santos et Miucha Buarque de Hollanda
- Pays d'origine : Brésil
- Format : Couleurs - 35 mm
- Genre : documentaire
- Durée : 84 minutes
- Date de sortie : 2012

## Distribution
- Antônio Carlos Jobim : lui-même (images d'archive)
- Elis Regina : elle-même (images d'archive)
- Oscar Peterson : lui-même (images d'archive)
- Ella Fitzgerald : elle-même (images d'archive)
- Frank Sinatra : lui-même (images d'archive)
- Lisa Ono : elle-même (images d'archive)
- Dizzy Gillespie : lui-même (images d'archive)
- Gal Costa : elle-même (images d'archive)
- Judy Garland : elle-même (images d'archive)
- Sarah Vaughan : elle-même (images d'archive)